# (35145) 1993 AM
1993 أي أم (ويعرف أيضًا باسم (35145) 1993 أي أم وفق تسمية الكوكب الصغير) (بالإنجليزية: 1993 AM)‏ هو كويكب ضمن حزام الكويكبات؛ وترتيبه 35145 من حيث الاكتشاف.
اكتُشف هذا الجُرم الفلكي بواسطة هيروشي كانيدا في 13 يناير 1993.

## وصلات خارجية
- (35145) 1993 AM في قاعدة بيانات مختبر الدفع النفاث لأجرام النظام الشمسي الصغيرة

- الاكتشاف · مخطط المدار ·  العناصر المدارية · المعلمات المادية

- (35145) 1993 AM على موقع ويكي سكاي: DSS2, SDSS, GALEX, IRAS, Hydrogen α, X-Ray, Astrophoto, Sky Map, Articles and images